# Тюриково (разъезд, Кишертский район)
Тюриково — разъезд в составе Кишертского муниципального округа в Пермском крае.

## Географическое положение
Разъезд расположен примерно в 16 километрах по прямой на восток-северо-восток от села Усть-Кишерть на линии Пермь-Екатеринбург.

## Климат
Климат умеренно континентальный, с продолжительной многоснежной холодной зимой и коротким умеренно тёплым летом. Средняя многолетняя температура самого холодного месяца (января) составляет −17,3 °C, температура самого тёплого (июля) — 24,8 °C. Среднегодовое количество осадков — 532 мм. Снежный покров держится в течение 170 дней в году.

## История
В период с 2006 по 2019 годы входил в состав ныне упразднённого Андреевского сельского поселения Кишертского района.

## Население
Постоянное население составляло 17 человек (71 % русские, 29 % татары) в 2002 году, 18 человек в 2010 году.